# Steve Bug
Steve Bug (Brema, ...) è un disc jockey e produttore discografico tedesco.

## Biografia
Affascinato dalla musica elettronica in giovane età, Bug incontra l'house poco più della fine degli anni '80. La prima vera comparsa sulla scena la fa ad Ibiza nel 1991, prima di divenire dj resident nel miglior club della natìa Brema e partecipare annualmente ad eventi come la leggendaria Love Parade.
Nel 1993 Steve inizia a produrre, e dopo poco fonda la sua prima casa discografica, la Raw Elements per la quale pubblica anche il suo primo album "Volksword". Pubblicando progetti molto diversi fra loro, Bug separa la Raw Elements in due etichette: la Dessous nel '98 e la Poker Flat Recordings nel '99, due case molto diverse fra loro.
La prima si avvicina molto alla deep house, mentre la seconda è puro minimal, genere agli albori in quel periodo.
Ma sarà la Poker Flat la più apprezzata e rinomata, conquistando in poco tempo tutta Europa tanto da essere ritenuta un manifesto ed innalzando la minimal a livello di fenomeno.
È dopo aver creato questo nuovo genere che Bug esprime tutta la sua creatività e tutto il suo talento in album come The Other Day (2000) e Sensual (2002). Così nel tempo diventa uno dei più acclamati innovatori della micro-house, anche grazie alla sua fama di dj e attraverso le scelte mirate delle sue etichette (che hanno valorizzato talenti come Martini Bros, Vincenzo e Phonique) e le sue compilation. Da qualche anno collabora con Richie Hawtin per il progetto Low Blow, con Dj T (anch'egli produttore nella Poker Flat), ed ha prodotto singoli apprezzati nella scena minimal.

## Album
- 1997 Volksworld
- 2001 The Flow
- 2002 Sensual
- 2004 Bugnology

## Compilation
- 2004 Five Years of Poker Flat
- 2007 Fuse presents Steve Bug
- 2007 Fabric Live: Steve Bug

## Singoli
- 1996 Indiscreet
- 1997 Volks Music
- 1997 Drives me Up The World
- 1997 On the Road
- 1998 You Might Be Surprised
- 2000 Sooulin Deep
- 2000 Monsterbaze
- 2002 November Girl
- 2003 That's What I Like
- 2004 Loverboy
- 2006 The Smackman
- 2007 Wet'n'Dry
- 2007 A World Without Cru Sauvage